# Paramatachia
Paramatachia är ett släkte av spindlar. Paramatachia ingår i familjen Desidae.
Kladogram enligt Catalogue of Life:
| Paramatachia | \| \| Paramatachia ashtonensis \| \| \| \| \| \| Paramatachia cataracta \| \| \| \| \| \| Paramatachia decorata \| \| \| \| \| \| Paramatachia media \| \| \| \| \| \| Paramatachia tubicola \| \| \| \| |
|              | \| \| Paramatachia ashtonensis \| \| \| \| \| \| Paramatachia cataracta \| \| \| \| \| \| Paramatachia decorata \| \| \| \| \| \| Paramatachia media \| \| \| \| \| \| Paramatachia tubicola \| \| \| \| |
|              | Paramatachia ashtonensis |
|              | |
|              | Paramatachia cataracta |
|              | |
|              | Paramatachia decorata |
|              | |
|              | Paramatachia media |
|              | |
|              | Paramatachia tubicola |
|              | |